# Комиссаровское сельское поселение (Приморский край)
Ильинское се́льское поселе́ние — упразднённое сельское поселение в Ханкайском районе Приморского края.
Административный центр — село Ильинка.

## История
Статус и границы сельского поселения установлены Законом Приморского края от 6 декабря 2004 года № 186-КЗ «О Ханкайском муниципальном районе».
Законом Приморского края от 27 апреля 2015 года № 595-КЗ, Комиссаровское, Октябрьское и Ильинское сельские поселения преобразованы, путём объединения, в Ильинское сельское поселение с административным центром в селе Ильинка.

## Население
| 2010 | 2011 | 2012 | 2013 | 2014 | 2015 |
| ---- | ---- | ---- | ---- | ---- | ---- |
| 779  | ↘776 | ↘755 | ↘746 | ↘730 | ↘727 |

## Состав сельского поселения
В состав сельского поселения входило 2 населённых пункта:
| № | Населённый пункт | Тип населённого пункта       | Население |
| - | ---------------- | ---------------------------- | --------- |
| 1 | Дворянка         | село                         | ↘116      |
| 2 | Комиссарово      | село, административный центр | ↘663      |

## Местное самоуправление
Администрация
Адрес: 692692, с. Комиссарово, ул. Советская, 16-Ж. Телефон: 8 (42349) 93-6-22
Глава администрации
- Синченко Ирина Евгеньевна